# 李彦宏
李彦宏（1968年11月17日—），山西阳泉人，中国大陆企业家。百度公司的创建者，现任董事长兼首席执行官以及全国工商联副主席。研究生学历。2015年胡润全球富豪榜位列第47名，身价180亿美元。
李彥宏的資產基本都來自百分之二十點八的百度控股，这些股票直接由李彥宏及其妻子馬東敏所有，並通過註冊地維珍群島的 Handsome Rewards Ltd. 控股公司持有。李彥宏還擁有京東商城百分之一的股份。
截止到2014年2月28日，李彦宏本人实益拥有百度公司557万股A类股和B类股，相当于百度公司15.9%的股份，这低于2012年12月31日他持有的558万股股票即相当于百度公司16%的股份。
李彦宏是无党派人士，曾任中华人民共和国第十二届、十三届全国政协委员及中华全国工商业联合会副主席。

## 生平

### 早年（1968—1991）
1968年，李彦宏出生于山西省阳泉市，曾经考入山西阳泉晋剧团。
1987年，李彦宏考入北京大学，在北大读书时，李彦宏立志锁定目标留学美国，精研托福、GRE等英文书籍，过着教室、图书馆和寝室三点一线的生活。

### 美国（1991—1999）
1991年北京大学信息管理本科毕业，后在美国纽约州立大学布法罗分校获得计算机科学硕士。留学期间，他白天上课，晚上补习英文和编程，经常学习到凌晨两点。
1994年，李彦宏在华尔街的道·琼斯子公司实习，并且工作了三年半时间，曾担任道·琼斯子公司高级顾问、《华尔街日报》网络版实时金融信息系统设计人员。
1997年，李彦宏离开华尔街，前往硅谷的搜索引擎公司Infoseek任职工程师。1999年，Infoseek被迪士尼收购。

### 百度（1999—）
李彦宏放弃了Infoseek的股票期权，和徐勇回到中国创建百度公司。2000年后百度成为全球最大的中文搜索引擎技术公司，百度于2003年第二季度宣布全面盈利。百度公司于美国时间2005年8月5日在纳斯达克上市，当日股价升至151美元。李彦宏身为CEO，拥有公司的22.9%约9.89亿美元的股东权益。2009年的百度技术创新大会上，李彦宏提出框计算（Box Computing）技术概念。
2016年5月，發生魏則西事件，大學生魏則西患上罕見癌症，懷疑錯信百度的醫療廣告延誤治療病逝，百度的醫療競價排名和莆田系等問題，引起輿論不滿。李彥宏被網信辦約談，同時國家工商總局、廣告監管司、衞生計生委等多個部委組成聯合調查組，進駐百度處理事件。
2017年2月22日，“博闻社”曝出李彦宏被限制出境的消息。23日下午百度官方新浪微博发声明，否认该消息，称之为博闻社“针对李彦宏先生及百度公司的造谣诋毁行为”。2017年3月18日，李彦宏到硅谷与百度团队做交流，打破了限制出境传闻。
2017年7月5日，百度召开百度AI开发者大会。李彦宏在会场通过视频直播，展示了自己乘坐百度研发的无人驾驶汽车的情景：其坐在一辆红色的汽车的副驾驶座位上，但驾驶座位没有驾驶员。据《北京青年报》报导称，在视频中，其自称刚刚上五环，正在前往会场的路上，“车处在自动驾驶的状态”。交管部门随后介入对李彦宏的调查。
2025年2月18日，习近平在北京出席民营企业座谈会，参会者包括阿里巴巴创始人马云、华为创始人任正非等人，李彦宏缺席，百度公司在香港股市暴跌7%，市值蒸发了24亿美元。

## 家庭
1995年，李彦宏在美国的一场中国留学生聚会上认识了马东敏，马东敏毕业于中国科学技术大学少年班，当时在美国新泽西州大学生物系攻读博士。两人相识半年后闪婚，育有一女。

## 荣誉
- 2001年被评选为“中国十大创业新锐”之一。
- 2002年、2003年获得中国首届、第二届“IT十大风云人物”称号。
- 2004年1月15日，当选中国第二届“京城十三新锐”。
- 2004年4月，当选中国第二届“中国软件十大杰出青年”。
- 2005年1月，当选中国全国青联委员。
- 2005年8月23日，获得中国第十二届“东盟青年奖”。
- 2005年12月28日，获得中国“CCTV2005中国经济年度人物”。
- 2006年12月10日，当选美国《商业周刊》2006年全球“最佳商业领袖”。
- 2009年12月8日，获2009年度华人经济领袖奖。
- 2010年4月30日，获“全球100位影响力人物，领袖类榜单第24位”。
- 2010年7月29日，荣获“首都杰出人才奖”。
- 2010年11月5日，福布斯全球最具影响力人物排名第36位。[22]
- 2010年11月18日 《财富》年度商业人物百度CEO李彦宏上榜。
- 2014年5月7日，“2014新财富500富人榜”，以608亿元身价进入前十名。[23]
- 2014年12月10日，福布斯华人富豪榜排名第8位。[8]
- 2015年2月，2014中国互联网年度人物。[24]
- 2018年10月24日，改革开放40年百名杰出民营企业家。

## 争议

### 李彦宏中科大演讲遭砸场
2016年10月17日，李彦宏在中科大演讲时，遭到众观众砸场。签名墙上有学生留名“魏则西”，这是百度一直以来关于魏则西事件的敏感内容。百度工作人员只好用身体挡住“魏则西”的字样。在演讲过程中，有人高喊“李彦宏你个大骗子”，被现场保安控制住。而且，在互动环节中，“魏则西”“卖贴吧”等内容并没有被展示。
签名“魏则西”的学生表示，需要看看百度及李彦宏的处理方式，而百度表示會说点真相。
2019年5月，一段有关2015年10月26日李彦宏在复旦大学出席活动时的视频在中国大陆网络上热传，视频中，复旦学生将自创的歌曲《Mr. Robin Li，好想遇见你》（Robin Li系李彦宏英文名）献唱给李彦宏。网友评论“尴尬、媚俗”等。2019年5月25日，一名新浪微博网友通过转发有关李彦宏中科大砸场时的微博表达对复旦媚俗献唱李彦宏的不满，“这是三年前的新闻，李彦宏在中科大演讲被砸场子，现在有大学生对他大唱robin之歌 ，不知道李彦宏敢不敢去魏则西的母校去看一看。”5月29日下午，该网友被南昌市公安局红谷滩分局红角洲派出所问询传唤，派出所民警询问该网友是否受人指使散播不利于百度的谣言，同时民警透露是百度公司派人来报案。

### 李彦宏“贴吧门”检讨信争议
贴吧门事件和魏则西事件爆发后，李彦宏名为《勿忘初心，不负梦想》的“内部信”引起一些网民批评。许多网民炮轰李彦宏反省道歉缺乏诚意。

### 对用户隐私问题的看法
2018年3月26日，李彦宏参加中国发展高层论坛时谈及用户隐私问题时说，“中国人更加开放，对隐私问题没有那么敏感。如果说他们愿意用隐私交换便捷性，很多情况下他们是愿意这么做的，企业就可以用数据做一些事情。”同时李彦宏也表示，「百度会遵循一系列的原则，如果用这个数据会让所用者收益，也愿意，百度就会去做，这是百度的基本做法」。上述言论引发巨大争议。

### 候选中国工程院院士相关争议
2019年5月，李彦宏入选中国工程院颁布的中国工程院院士增选有效候选人名单。该消息传出后随即引发争议，认为李彦宏“不符合《中国工程院章程》第二章第五条明确要求的‘品行端正’规定”。而中国人民大学商法研究所所长、中国法学会理事刘俊海认为：“中国工程院院士的身份不仅是对个人学术成果与科研能力的肯定，更是对一个科学家人生观、价值观、世界观、科技观以及财富观等方面的认可。”对此，中国科协回应称，李彦宏是由中国电子学会推荐到中国科协学会，推荐的理由是“对于搜索引擎所作出的贡献”。他还指出，中国科协再按照相关程序，向中国工程院院士增选部门提交。据报道，李彦宏的超链接分析技术专利于1997年提交，1999年批准，早于Google于1998年提交，2001年批准的PageRank专利，是现代搜索引擎领域的重要基础发明之一。2019年6月，李彦宏未进入中国工程院院士增选第二轮评审。

### AI开发者大会上被人浇水
2019年7月3日上午，李彥宏在百度AI開發者大會演講時，一名男子突然手拿純净水衝上台，朝李彥宏的頭頂上澆水。澆水人走下台後被保安人員帶走。百度官方的新浪微博对此回应称：“有人给AI‘泼冷水’，AI前进的道路上会有各种想象不到的事情发生，但我们前行的决心不会改变。”潑水人被警方以尋釁滋事為由行政拘留5日。

## 评价
“百度贴吧门”事件后，网络大V秦朔致信李彦宏。信中写道，“贴吧门”事件至今，李彦宏没有给社会一个起码的交代。面对“贴吧门”他满是委屈和怨戾，他放不下尊严和盛名，所以他低不下头！他低不下头，不彻底反省，他的精神世界不会重生；李彦宏不重生，百度不会重生；百度不重生，就到此为止，没有新希望。
简书网站上一篇名为《青年才俊or网络流氓，我们一起还原李彦宏》的文章暗指李彦宏为“精致的利己主义者”。
2017年，李彦宏在接受媒体采访时，自称是一个“不喜欢搞关系”的人。